# Лука Плогманн
Лука Бастіан Плогманн (нім. Luca Bastian Plogmann, нар. 10 березня 2000, Бремен, Німеччина) — німецький футболіст, воротар нідерландського клубу «Гоу Егед Іглз».

## Ігрова кар'єра

### Клубна
Лука Плогманн народився у Бремені і є вихованцем клубної академії місцевого «Вердера». Через травми воротарів першої команди Плогманн отримав виклик до основи «Вердера» у 2018 році. 1 вересня 2018 року Плогманн дебютував у Бундеслізі, коли вийшов на заміну у матчі з «Айнтрахтом» після того, як основний воротар команди Їржі Павленка отримав травму.
У серпні 2020 року Плогманн продовжив контракт з «Вердером» і одразу відбув в оренду до кінця сезону в клуб «Меппен». Але зігравши лише вісім матчів, воротар змушений був пропустити більшу частину сезону через травму. Оренду було припинено і в лютому 2021 року Плогманн повернувся до «Вердера» для проходження реабілітації.
У жовтні 2022 року Лука перейшов до нідерландського «Гоу Егед Іглз», підписавши річний контракт. Сезон 2023/24 воротар провів в оренді в клубі Другого дивізіону «Дордрехт». Повернувшись після оренди до «Гоу Егед Іглз» Плогманн зайняв місце основного воротаря команди.

### Збірна
У складі юнацької збірної Німеччини (U-17) Плогманн брав участь у юнацькому чемпіонаті Європи у 2017 році, де його команда дісталася півфіналу. В тому ж році він грав на юнацькому чемпіонаті світу в Індії.
Плогманн був в зяавці олімпійської збірної Німеччини на Літнії Олімпійських іграх у Токіо.

## Досягнення
«Гоу Егед Іглз»
- Володар Кубка Нідерландів: 2024–25[10]